# Richard Boyle
Richard Boyle (1695 - 1753) was een Engels-Ierse edelman en architect. Hij introduceerde het Palladianisme in Engeland. Tevens was hij de derde graaf van Burlington en de vierde graaf van Cork en staat ook bekend als Lord Burlington.

## Biografie
Richard Boyle werd geboren in een rijke adellijke familie en al op jonge leeftijd raakte hij geïnteresseerd in kunst, muziek en literatuur. Zowel de componist Georg Friedrich Handel als de dichter John Gay verbleven in zijn huis. Daarnaast was hij een mecenas voor de dichter Alexander Pope. Hij ondernam een grand tour naar Italië en raakte aldaar geïnteresseerd in architectuur. Naar aanleiding van dit bezoek ging hij de werken van Andrea Palladio en Inigo Jones bestuderen en nadat hij uit Vicenza terugkeerde in Londen begon hij met zijn praktijk. Volgens Burlington was de heersende rococo-stijl veel te decadent.
In 1721 ontwierp hij een huis aan de Old Burlington Street in Londen en vier jaar later ontwierp hij zijn nieuwe huis in Chiswick. In 1729 zou dit gebouw voltooid worden. Burlington kreeg ook veel kritiek op zijn werk, want de adel in zijn tijd werkten zelf niet in de kunsten. Mede dankzij zijn rijkdom en positie kon hij veel invloed uitoefenen op de heersende smaak van die tijd. Burlington's neoclassicisme wist de heersende rococo-stijl te vervangen en zou voor twee eeuwen de heersende stijl in Europa blijven.

## Belangrijke werken
- Burlington House
- Tottenham House
- Westminster School
- Chiswick House
- York Assembly Rooms

- Bibliothèque nationale de France: cb124308766 (data)
- Gemeinsame Normdatei: 118637967
- International Standard Name Identifier: 0000 0001 1654 8220
- Library of Congress Control Number: nr90025766
- Nationale Bibliotheek van Tsjechië: jn20000700259
- Nationale Bibliotheek van Israël: 987007259364505171
- Nederlandse Thesaurus van Auteursnamen: 073016802
- Réseau des bibliothèques de Suisse occidentale: 02-A009160825
- RKD-Nederlands Instituut voor Kunstgeschiedenis: 235039
- SNAC: w6pz6pm9
- Système universitaire de documentation: 033444005
- Union List of Artist Names: 500022358
- Virtual International Authority File: 61395521
- WorldCat: E39PBJxGYY6fqHdhghfRrTfg8C